# Rot-Weiß Oberhausen
A Sport-Club Rot-Weiß Oberhausen e.V. , röviden Rot-Weiß Oberhausen német labdarúgóklub, amelynek székhelye Oberhausen városában található. 1904. december 18-án az Emschertaler SV és az Oberhausener Turnvereins egyesülésével jött létre. Jelenleg a Regionalliga West bajnokságban szerepelnek.

## Sikerei
- Regionalliga West
  - Bajnok: 1969
- Oberliga Nordrhein
  - Bajnok: 1979, 1983, 1995, 2007
- Verbandsliga Niederrhein
  - Bajnok: 1993
- Lower Rhine Cup
  - Győztes: 1996, 1998

## Jelenlegi keret
2015. július 5. szerint
| #  |     | Poszt | Név               |
| -- | --- | ----- | ----------------- |
| 1  | GER | K     | Thorben Krol      |
| 2  | GER | V     | Christoph Caspari |
| 3  | GER | V     | Benjamin Weigelt  |
| 4  | GER | KP    | Robert Fleßers    |
| 6  | GER | V     | Felix Herzenbruch |
| 7  | GER | KP    | Dominik Reinert   |
| 8  | GER | KP    | Patrick Bauder    |
| 9  | GER | CS    | David Jansen      |
| 11 | GER | CS    | Simon Engelmann   |
| 13 | GER | CS    | Raphael Steinmetz |
| 15 | GER | V     | Paul Voß          |
| 16 | GER | KP    | Manuel Schiebener |

| #  |     | Poszt | Név                |
| -- | --- | ----- | ------------------ |
| 17 | GER | V     | Jörn Nowak         |
| 18 | GER | V     | Justin Mingo       |
| 19 | TUR | V     | Sinan Özkara       |
| 21 | GER | V     | Tim Hermes         |
| 22 | GER | V     | Oliver Steurer     |
| 23 | GER | KP    | Kai Nakowitsch     |
| 25 | GER | KP    | Justin Walker      |
| 26 | GER | KP    | Alexander Scheelen |
| 27 | GER | K     | Robin Udegbe       |
| 28 | GER | KP    | Kevin Krystofiak   |
| 31 | GER | V     | Felix Haas         |